# Anna von Zweigbergk
Anna Maria von Zweigbergk, född Christenson 16 februari 1865, död 3 maj 1952, var en svensk journalist. Hon var anställd vid Aftonbladet 1888–1894 och publicerade 1890 den första moderna intervju som gjorts av en kvinna i Sverige.

## Biografi
Anna von Zweigbergk var dotter till godsägaren A. J. Christenson och Elna Persson. Hon växte upp på Gårdstånga Nygård i Skåne och utbildades vid Eggertska skolan i Lund. Hon umgicks i litterära kretsar i Lund. Victoria Benedictsson och Axel Lundegård var hennes nära vänner och deras korrespondens finns bevarad.
Anna von Zweigbergk var anställd på Aftonbladet 1888–1894, och blev till skillnad från andra kvinnliga journalister på den här tiden inte initialt anställd som översättare. Hon tillhörde pionjärgenerationen av kvinnliga journalister i svensk press; med några enstaka tidigare undantag var det under 1880-talet kvinnor började förekomma i svensk press och 1884–1896 anställdes kvinnor i sex av sju stora tidningar i Stockholm. Hennes intervju "Porträtt I" av Oscar Montelius från 29 mars 1890 är den första invervjun av en kvinnlig journalist i svensk presshistoria. Den var också en av de första moderna intervjuerna i Sverige över huvud taget, eftersom intervjuformen först några få år tidigare hade börjat användas i svensk press och ännu inte var etablerad utan uppfattades som kontroversiell och kritiserades för att vara integritetskränkande. Hennes intervju ingick i den dåvarande debatten om intervjuformen i svensk press och väckte stort uppseende. Hon vikarierade också som redaktionssekreterare vid flera tillfällen.
Anna von Zweigbergk gifte sig 1891 med sin kollega Otto von  Zweigbergk och kvarblev i tjänst trots att hon var gift och snart också blev mor, något som troligen gjorde henne till en pionjär även där. Paret var båda politiskt engagerade liberaler och lämnade tidningen i protest mot dess dåvarande högervridning. Tillsammans med maken var hon 1894–1896 anställd vid tidningen Småland i Jönköping, där hon var översättare, kåsör och recensent, medan maken skrev de resonerande artiklarna och Valfrid Spångberg politiska reportage. 1896 anställdes både hon och maken på Dagens Nyheter. Hon blev den andra kvinnan med fast anställning på DN: den första var Eva Wahlberg, som var redaktör för följetongsavdelningen 1893–1928. När maken fick tjänsten som chefredaktör på DN 1898 tvingades hon dock avgå på begäran från redaktionen, som protesterade mot att chefens fru skulle få arbeta på samma redaktion där hennes make var chef.
Valfrid Spångberg beskrev henne som "en skicklig journalist, en av de första kvinnliga i stockholmspressen, på sitt område den allra första".